# Jens Munk
Pour les articles homonymes, voir Munk.
Jens Munk, né le 3 juin 1579 à Barbo près d'Arendal (Norvège) et mort le 28 juin 1628 à Copenhague est un navigateur danois.

## Biographie

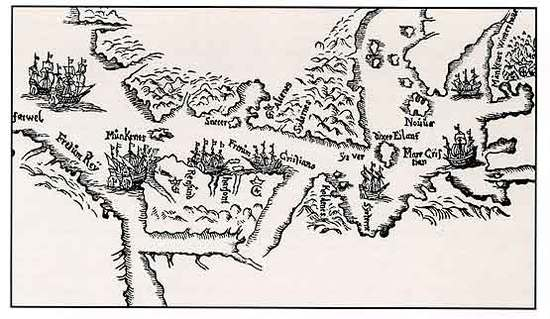
Carte dessinée par Jens Munk en 1624 de la zone entre le cap Farvel et la baie d'Hudson

### Enfance
Il est issu d'une union illégitime. Son père, Erik Munk, est d'origine noble et sa mère, Anna Bartholomaeidatter, est la fille d'un chirurgien d'Elseneur. La vie dissolue de son père mène la famille à la ruine. Erik Munk abandonne ses deux enfants et leur mère qui est expulsée du domaine natal. Elle se réfugie alors à Fredrikstad. Jens Munk a alors sept ans. Son frère se nomme Niels et mourra lors de la guerre de Trente Ans. 
Trop pauvre pour élever les enfants, Anna Bartholomaeidatter confie en 1588 Jens à sa belle-sœur Anna Munksdatter à Aalborg, épouse du bourgmestre de la ville, Frederik Christensen, qui lui donne ainsi son éducation. Il y demeure trois années avant de regagner Fredrikstad en 1591. Quelques semaines plus tard, il décide de s’engager comme mousse sur un navire frison. Il a pour capitaine Jakob Gerbrantzen. Il ne reverra alors jamais sa mère,.  

### Premiers voyages au Portugal et au Brésil
Après avoir été quelques semaines bloqué en mer de Skagerrak, le navire gagne la Manche et fait vraisemblablement escale à Falmouth. Il entre ensuite à Porto (Portugal) où il quitte le bateau pour tenter de se faire engager dans la maison de commerce Duart Duez. Il y parvient et travaille alors dans un entrepôt. Souhaitant rejoindre le Nouveau Monde, Duart Duez lui en procure l'occasion. Munk incorpore un convoi de treize navires à destination du Brésil dont la mission est d'y aller chercher du sucre. Il est embarqué sur le Schoubynacht du capitaine Albert Jansen d'Enkhuizen comme mousse (1592) avec une lettre de recommandation de Duart Duez pour son frère Miguel Duez à Bahia. Malheureusement, à l'arrivée, il apprend que Miguel Duez vient de repartir pour l'Europe. Munk décide alors de rester à bord du Schoubynacht. Mais, le  convoi est attaqué et exterminé par des navires. Le Schoubynacht est détruit et sept survivants dont Jens Munk et le capitaine, sont recueillis dans un canot puis déposés dans la jungle. 
Les naufragés parviennent à rejoindre Bahia où Jens Munk se fait engager chez un cordonnier puis, un an plus tard (1594) chez un peintre. Lorsque enfin Miguel Duez rentre d'Europe, il trouve immédiatement une place chez celui-ci. Il y restera quatre ans.
En 1598, deux navires hollandais jettent l'ancre à Bahia. Les autorités espagnoles de la ville préparent alors leur saisie. Miguel Duez, qui a des relations commerciales avec la Hollande envoie Jens Munk les avertir. Celui-ci parvient à rejoindre un des bateaux à la nage. Les Espagnols découvrent ainsi trop tard qu'ils ont repris la mer. Jens Munk reste à bord et gagne Amsterdam puis Copenhague.

### Retour au Danemark
À Copenhague, vers 1601, il parvient à se faire engager par Henrik Ramel (da), un personnage important du royaume, comme commis de comptabilité. Il effectue alors, de 1601 à 1605, pas moins de neuf voyages à Narva, quatre à Dantzig, un à Amsterdam et trois en Espagne. Il reçoit en 1605 une patente de commerçant indépendant à Copenhague et loue une maison à Pilestræde (en). Il achète aussi une part sur un des navires de l'armateur Børge Trolle et navigue alors dès 1606 à son propre compte. 
Munk se fait remarquer pour ses voyages en Islande. En 1608, il vend sa part et acquiert son propre bateau. Il s'associe avec le commerçant Jens Hvid. Leurs deux navires quittent Copenhague le 21 mai 1609 avec un chargement de quincaillerie à destination de la Nouvelle-Zemble. Leur but est d'y trouver des peaux de renards des neiges, d'ours polaires et d'hermines. Ils parviennent avec grandes difficultés à l'entrée de la mer Blanche mais Jens Hvid refuse de continuer. Munk et lui trouvent un accord. Hvid peut jeter l'ancre à la presqu'île Kanin-Nos et attendre le retour de Munk qui poursuit ainsi sa route pour la Nouvelle-Zemble. Il atteint l'île Kolgouïev et y découvre quatre croix de bois mais aucun habitant. Pris par les glaces, Munk tente de regagner le sud mais son navire est broyé. Réfugié à Kolgouïev, il y rencontre quinze chasseurs russes mais leur embarcation étant trop petite, ils ne peuvent recueillir les naufragés qui construisent alors une chaloupe avec les restes du bateau pour tenter de rejoindre le navire de Jens Hvid à Kanin-Nos. Ils embarquent le 17 juillet et relient Jens Hvid le 21 au soir. Les deux marins gagnent alors Arkhangelsk où Munk demeure près de trois semaines avant de rentrer à Copenhague le 26 septembre.  

### À la recherche du passage du Nord-Est
Bien que ruiné, l’intrépidité de Jens Munk est remarquée par le roi Christian IV qui l'engage pour tenter de découvrir le passage du Nord-Est. Avec les deux navires Angelibrand et Le Cavalier, il a pour mission de se rendre dans un port septentrional de la Norvège puis de faire route vers la Nouvelle-Zemble et d'y explorer le détroit de Vaigatch. Il est nommé capitaine du Angelibrand, Anders Brok, devient son second et est promu lieutenant et le capitaine Knud Madsen prend en charge le second navire avec pour lieutenants Anders Oluffsen et Johan Stenger. Parmi l'équipage du Cavalier est aussi Niels Munk, frère aîné de Jens, engagé comme interprète. Un troisième bâtiment est adjoint, La Licorne, commandé par le capitaine Bruun avec pour mission de prendre part à la campagne de l'amiral Ulfeld en mer Baltique. En juin 1610, l'expédition double ainsi le cap Nord. Rapidement bloquée par les glaces, elle se réfugie sur l'île Kildine et doit revenir à Copenhague.

### Dans la marine royale
Le roi garde pour autant confiance à Jens Munk et, en février 1611, le nomme capitaine de la marine royale de guerre. Il vient de déclarer la guerre à la Suède. Munk prête serment le 1er mars 1611 à Bremerholm et incorpore comme lieutenant l'escadre de sept navires de l'amiral Jørgen Daa (sv) sur la frégate Heringnaes. Munk se montre habile et obtient dès juillet 1611 d'être nommé capitaine du Chien noir. 
En février 1612, Jens Munk dirige la préparation des navires à Kalundborg et est nommé chef d'escadre. Il rejoint alors Jørgen Daa à Elfsborg. Munk joue alors un rôle prépondérant lors de l'assaut et la prise d'Elfsborg. Alors que Jørgen Daa est envoyé chasser les flibustiers en mer de Norvège, il est nommé chef de l'escadre restante auprès du roi. Malheureusement, une épidémie décime les équipages. Munk, lui-même malade, doit rentrer à Elfsborg (juin 1612) d'où il est rapatrié à Copenhague. Soigné sous la protection du roi, il assiste en janvier 1613 à la cérémonie de l'accord de paix de Knaerod.
À son retour, il épouse Kathrine Adriansdatter, la fille d'un officier de marine. Il engage aussi un domestique, Oluf Andreasen qui l'accompagnera ensuite dans tous ses voyages. Quelques semaines plus tard, il est engagé pour conduire une escadre de cinq navires à Öland afin d'y aller chercher le futur chancelier du royaume, Christian Friis. Après ce voyage, il est chargé d'une mission diplomatique en Espagne avec deux bateaux pour protester contre la piraterie espagnole. 
Sa mission suivante le conduit à Arkhangelsk sur la frégate Heringnaes dans le but d'y mener un ambassadeur russe, Ivan Michaelovitch et sa suite accompagné de nobles danois chargés de transmettre les félicitations du roi du Danemark au nouveau tsar Michel. Son frère Niels sert alors d'interprète.

### Lutte contre la piraterie
Au printemps 1615, le roi se résout à envoyer Jørgen Daa pour capturer le pirate espagnol Jan Mendoses (en). Daa engage Jens Munk comme second. Les deux hommes embarquent sur le Victor auquel est adjoint le Jupiter commandé par Klaus Povlsen et Johan Sem.
L'expédition rencontre dès le départ une tempête qui la retarde. Le 20 mai, elle atteint Kvalbø où d'importants renseignements sur Mendoses et un pirate anglais, Thomas Tucker, sont obtenus. Deux jours plus tard, Tucker est rejoint à Vestmann. L'expédition en vient à bout mais Tucker parvient à s'échapper. En juin, Daa apprend que Mendoses est à Kildin mais lorsqu'il gagne l'île, il apprend que celui-ci l'a quittée depuis peu. Mendoses est enfin aperçu à l'entrée de la mer Blanche. Le combat s'engage mais Jens Munk est capturé. Mendoses l'emploie alors comme émissaire pour discuter les conditions d'une trêve. Ces conditions sont rejetées par Daa. Munk mène alors les troupes d'assaut à terre tandis que Daa mène le feu au large. Enfin Mendoses se rend. 
En avril 1616, le roi décide de la formation d'une nouvelle expédition pour continuer à lutter contre la piraterie. Munk n'y obtient aucun commandement et devient lieutenant de Frans Brockenhuus sur La Licorne. À la mi-avril, l'expédition atteint Flekkerøy puis la mer Blanche. Ne trouvant rien, elle gagne l'Islande puis revient au Danemark.

### À son compte

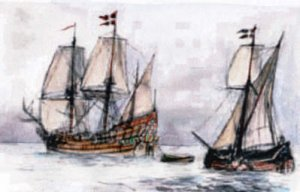
Les navires de Jens Munk

Munk, qui s'est senti dégradé lors de cette expédition inutile, s'associe à son retour au commerçant Mikkel Vibe en vue de chasses à la baleine et démissionne de la marine royale. Vibe le charge de recruter en France cinq baleiniers basques pour le Svalbard et le Norrland. Juste avant son départ, sa femme met au monde leur troisième enfant. Jens Munk lui attribue le prénom de son père, Erik,. 
Munk revient six mois plus tard avec dix-huit Basques. Ses affaires avec Vibe deviennent conséquentes et Munk un homme notable dans Copenhague, ce qui explique le choix que fait Christian IV, lorsqu'il envisage de former une grande expédition coloniale danoise aux Indes orientales, de le choisir pour la diriger, ordre qu'il reçoit le 20 février 1618. Munk s'occupe de tous les préparatifs, mais, au moment du départ, est dépossédé du commandement qui est remis à un noble. Il démissionne aussi de son partenariat avec Mikkel Vibe.

### Vers le passage du Nord-Ouest

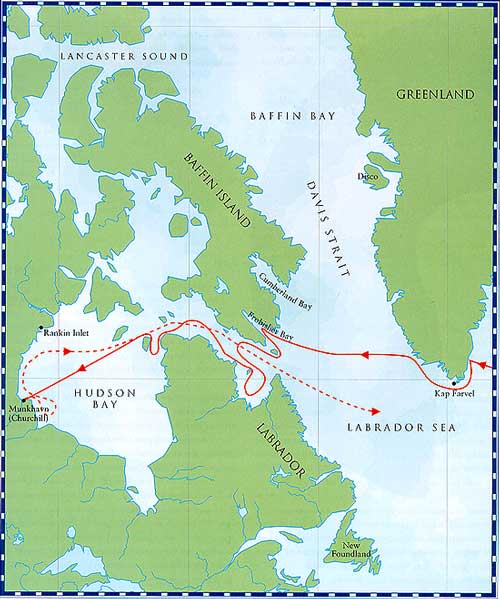
Carte de l'expédition

Munk prépare alors une nouvelle expédition vers la Chine par l'Arctique via le Passage du nord-ouest. Sa femme met au monde une fille, Anna. Des pourparlers ont lieu avec le roi grâce à Jørgen Daa mais celui-ci meurt en février 1619. Enfin, le roi donne son accord. Les préparatifs débutent le 11 mars. Jens Munk se voit attribuer soixante-et-un hommes et deux bateaux, le Heringnaes et la Lamproie. Puis finalement, La Licorne remplace le Heringnaes. Movritz Stygge sera le second de l'expédition.
Munk quitte Copenhague le 9 mai 1619. Après le cap Farewell, il pénètre dans le détroit de Davis et atteint l'île de la Résolution et donne son nom, le 11 juillet, au cap Munk qui sera plus tard renommé cap Best. À un endroit qu'il appelle Rensund, il rencontre des autochtones puis reste bloqué par les glaces dans un lieu qu'il nomme Haresund avant de joindre l'île Akpatok dont il baptise la pointe Alkenaes. Il se rend alors compte qu'il fait fausse route et n'est pas en baie d'Hudson. Il remet cap au Nord puis entre dans le détroit d'Hudson et enfin atteint les îles Digges à l'entrée de la baie. Il découvre quelques jours plus tard l'île Mansel. Mi-septembre 1619, il se résout à hiverner. 

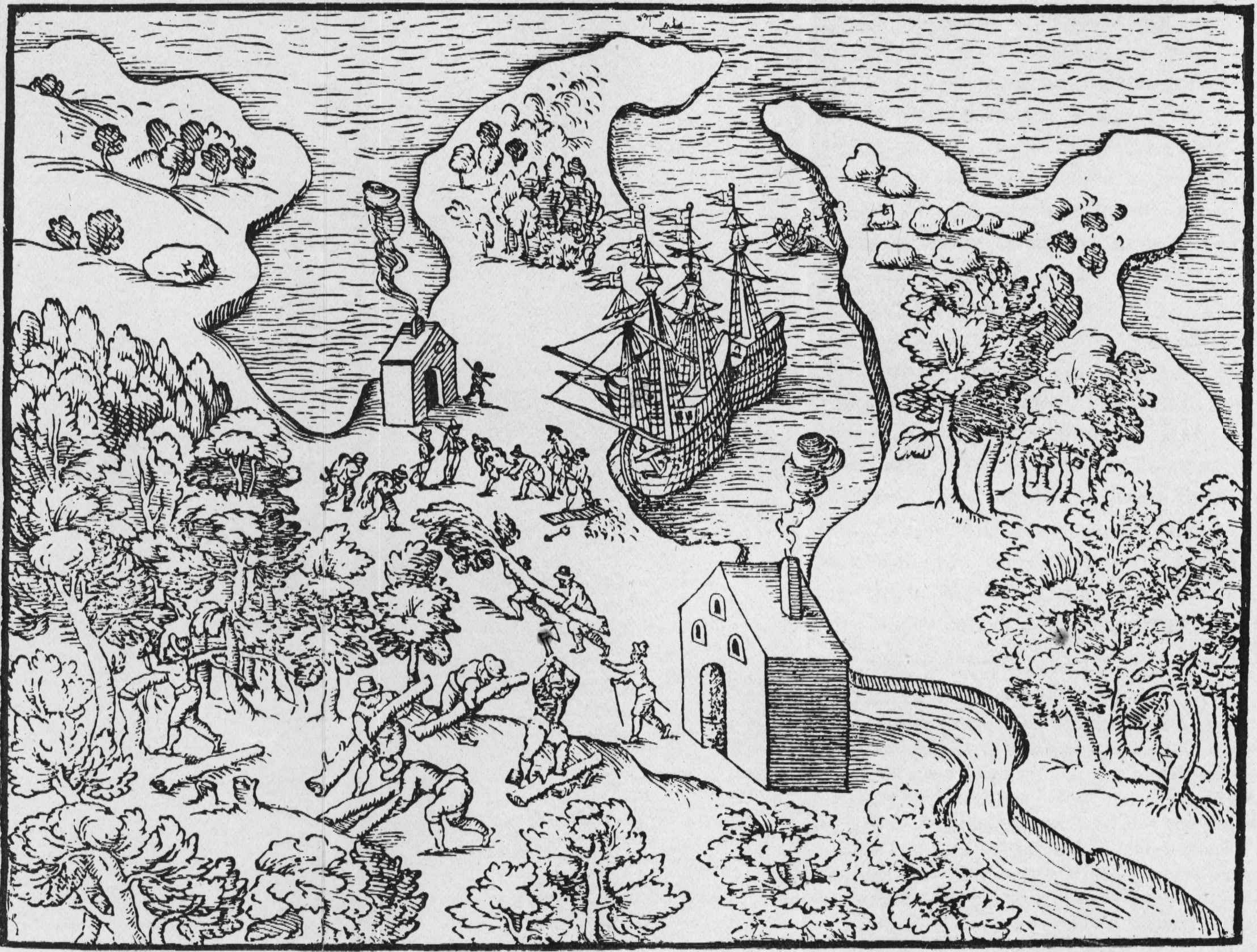
Le port d'hivernage de Jens Munk, de nos jours Churchill Harbour

L'hivernage s'avère une hécatombe due au scorbut. Le 10 mai ne restent ainsi que onze hommes en vie, le 28 mai, sept, le 4 juin, quatre et fin juin, plus que trois. Le 16 juillet, les trois survivants abandonnent la Licorne et parviennent à remettre à flot la Lamproie. Ils atteignent le cap Sud de l'île Coats le 11 août puis l'île Mansel deux jours plus tard et les îles Digges. Enfin, le 16 août, ils rentrent dans le détroit d'Hudson et rejoignent le Cap Farewell le 24 août.
Le 20 septembre, ils aperçoivent la Norvège. Proche de la terre, Munk, interpelle un paysan qui prend peur. Les trois hommes débarquent enfin. Leur apparence effraie tous les hommes rencontrés avant qu'ils ne soient recueillis. Munk prend ensuite des mesures pour gagner Bergen qu'il atteint le 25 septembre mais un de ses deux compagnons se fait remarquer dans une rixe dans un débit de bière. Munk, responsable de ses hommes selon la loi, est, à peine une semaine après son retour, emprisonné à Bergenhus. Il en est libéré quatre mois plus tard sur intervention du roi.

### Dernières années
Munk ne rentre ainsi à Copenhague que pour Noël 1620. Il y apprend qu'un autre homme vit avec sa femme à son domicile. Il a aussi une entrevue avec le roi, mécontent de lui, qui lui ordonne de réorganiser une expédition et de retourner chercher la Licorne. Munk se met aussitôt au travail malgré sa faiblesse et prévoit d'équiper la frégate Frost. Mais, finalement, le roi, ayant des ambitions belliqueuses, décide d'annuler l'expédition. 
En novembre 1621, Jens Munk reprend du service et est envoyé en Hollande puis à Bergen pour y recruter des matelots. En avril 1622, il convoie le Vaterhinden au Cap Vert, en partance pour les Indes puis, en août, rejoint l'escadre royale. Munk fait entre-temps arrêter l'amant de sa femme. Il obtient la scolarisation de ses deux enfants aînés à Sorø. Son procès en divorce durera jusqu'en 1626. Munk se remarie cette année-là avec une Norvégienne, Margrethe Tagesdatter.
Munk, en 1623, dirige une expédition sur la presqu'île de Kola et l'année suivante y mène trois navires en inspection tout en continuant ses charges de recruteur. En février 1624, il voyage ainsi en Poméranie puis en avril à Butzow pour y transmettre de l'argent au duc Ulrik de Rühn, frère du roi. Il publie à l'automne son journal de bord du voyage en baie d'Hudson, Navigatio Septentrionalis.
En août 1625, la guerre déclarée, Munk qui a reçu l'ordre de mobilisation à Nakskov où il surveillait une construction, se rend à Roskilde où il doit diriger cinq navires dont la Lamproie vers l'embouchure de la Weser pour couper le réapprovisionnement de Brême. Mais le roi le désavoue sur ses méthodes puis le renvoie. Munk rentre avec le Naeldebladet et la Lamproie qu'il perd en cours de route lors d'une tempête et atteint Bremerholm le 7 septembre. Lorsque le roi réorganise l'escadre de la Weser en 1627, Jens Munk n'en est plus l'amiral mais uniquement le secon Malade ou blessé, destitué pour une raison inconnue de son commandement du Poisson volant, Munk revient à Copenhague sur L'Écrevisse à la mi-avril 1627 en compagnie du roi. 
Il meurt le 28 juin 1628 et est inhumé le 3 juillet.
Un récit de son premier voyage est publié à Copenhague en 1623 : Efterretning af Navigationen og Reisen til det Nye Danmark af Styrmand Jens Munk réédité en 1883 par l'éditeur danois Peter Lauridsen.

## Bibliographie

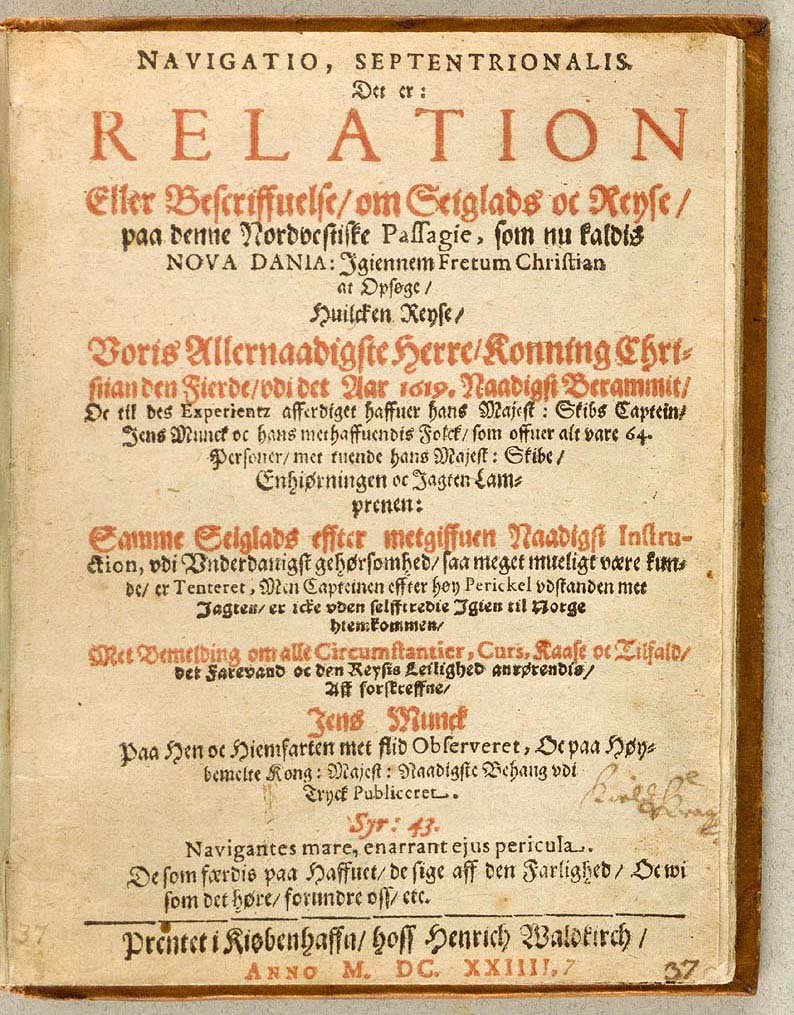
Navigatio Septentrionalis de Jens Munk